# Кашијас до Сул
Кашијас до Сул (порт. Caxias do Sul) град је у Бразилу у савезној држави Рио Гранде до Сул. Према процени из 2007. у граду је живело 399.038 становника.

## Становништво
Према процени из 2007. у граду је живело 399.038 становника.
| 1991.   | 2000.   |
| ------- | ------- |
| 290,925 | 360,419 |